# مناهضة مستقبل الغلايسين
مناهضة مستقبل الغلايسين هي عقار يعمل كمناهضة لمستقبل الغلايسين.

## أمثلة

### مناهضات
- انتقائية
  - بروسين
  - إستركنين
  - توتين.
- لانتقائية
  - بايكوكيولين.
  - كافيين.
  - بكروتوكسين.
  - بترازيبين.
  - ثيوكولتشيكوسيد.